# Reakcyjność
Reakcyjność stopnia – dowolnej maszyny przepływowej mówi o przemianach energetycznych i termodynamicznych zachodzących w wieńcu wirnikowym i w wieńcu kierowniczym (w stopniu maszyny przepływowej).
W stopniu turbiny – jest to stosunek spadku entalpii w wieńcu wirnikowym do spadku entalpii w całym stopniu, w przypadku rozprężania czynnika według adiabaty odwracalnej (czyli beztarciowo).
W stopniu sprężarki jest to stosunek przyrostu entalpii w wirniku do przyrostu entalpii w całym stopniu.
Reakcyjność ilościowo opisywana jest tzw. stopniem reakcyjności – {\displaystyle \rho ,} dla stopnia turbiny definiowanym następująco:
{\displaystyle \rho ={\frac {H_{w}}{H_{k}+H_{w}}},}
gdzie:
{\displaystyle H_{w}} – izentropowy spadek entalpii w wieńcu wirnikowym, w [kJ/kg],
{\displaystyle H_{k}} – izentropowy spadek entalpii w wieńcu kierowniczym, w [kJ/kg],
{\displaystyle H_{k}+H_{w}} – izentropowy spadek entalpii w całym stopniu, w [kJ/kg].
Jeśli reakcyjność stopnia turbiny {\displaystyle \rho =0,} to w wirniku nie następuje spadek entalpii, a ciśnienia na wlocie i wylocie wirnika są jednakowe. Cały spadek entalpii realizowany jest w wieńcu kierowniczym. Część entalpii czynnika zamieniana jest w nim na energię kinetyczną, która w wieńcu wirnikowym zamieniana jest z kolei na energię mechaniczną. Jeśli {\displaystyle \rho >0} (stopień reakcyjny), to występuje rozprężanie (a jednocześnie i spadek entalpii) czynnika zarówno w kierownicy, jak i wirniku.
Ponieważ w wirniku stopnia turbiny o zerowej reakcyjności {\displaystyle (\rho =0)} nie następuje spadek ciśnienia i entalpii, więc kanały międzyłopatkowe wirnika w takim przypadku mają niezmienny na długości przekrój poprzeczny. Dla {\displaystyle \rho >0} kanały międzyłopatkowe wirnika są zbieżne, więc ich przekrój poprzeczny maleje (konfuzory). Straty wywołane lepkością przepływającego czynnika są najmniejsze dla kanałów zbieżnych, dlatego nie stosuje się obecnie kanałów o niezmiennym przekroju {\displaystyle (\rho =0).} Wprowadza się pewną niewielką reakcyjność na poziomie kilku do kilkunastu procent, co nieznacznie obniża straty. Umownie przyjmuje się, że stopień turbiny o współczynniku reakcyjności {\displaystyle \rho =0{,}2} jest uważany jeszcze za stopień akcyjny, ale granica między stopniami (i turbinami jednocześnie) akcyjnymi i reakcyjnymi jest płynna.
Obecnie produkowane są zarówno turbiny akcyjne, jak i reakcyjne. Jedne i drugie mają swoje wady i zalety, i nie można jednoznacznie powiedzieć, które z nich są lepsze.